# Діброва (Бурштинська міська громада)
Дібро́ва (МФА: [dʲibˈrɔʋɑ]) — село Бурштинської міської громади Івано-Франківського району Івано-Франківської області, Україна.

## Фізико-географічне положення

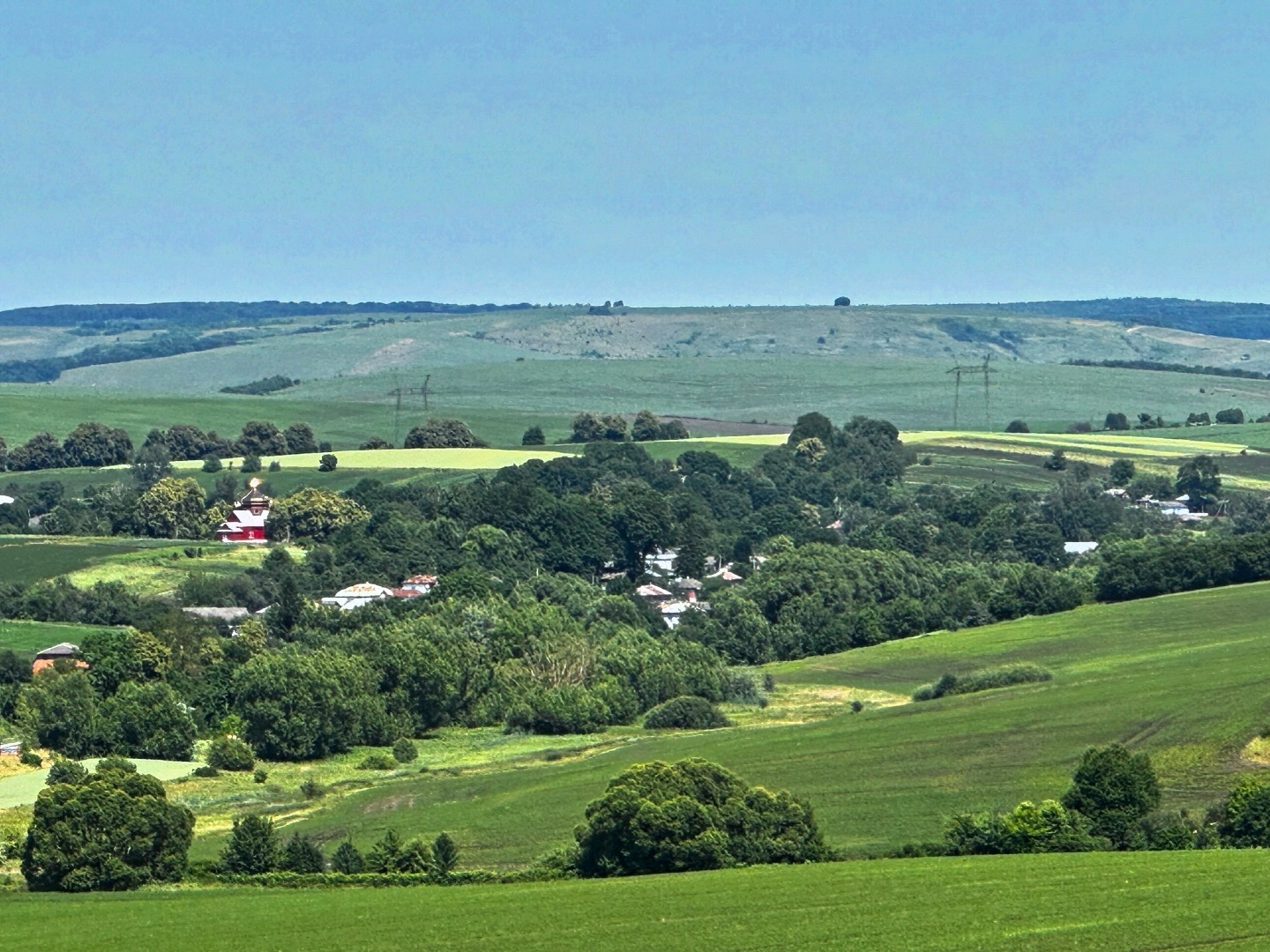
Краєвид на село Діброва

Село Діброва розміщується на відстані 25,9 кілометра на південь від колишнього районного центру міста Рогатина, а також — 47,1 км на північ від обласного центру Івано-Франківська та на схід — 14,3 км від найближчої залізничної станції Бурштин. Через село протікає маленька річка Уїздський Потік, яка впадає у Нараївку, ліву притоку Гнилої Липи — лівої притоки річки Дністер (басейн Чорного моря).

## Назва
До 1946 село називалося Сарники Середні (пол. Sarnki Średnie). 7 червня 1946 року указом Президії Верховної Ради УРСР село Серники Середні Бурштинського району перейменовано на Діброва і Сернко-Середнівську сільську Раду — на Дібровська.

## Історія
Давнє опільське село Сарники засноване в долітописні часи. Історична дата утворення — 1465 рік. Перші збережені документи вже подають у 1436 році назву села Сарники. У процесі росту село поділилося на три частини, а з часом — на окремі села. Під назвою Sarnki було також два сусідніх села: Сарники Долішні (пол. Sarnki Dolne) тепер — Поділля (Більшівцівська громада) та Сарники Горішні (пол. Sarnki Górne) тепер — Сарники (Бурштинська громада).
1906 року тут відбувся аграрний страйк.
У вересні 1920 року козаки 8-ї дивізії Червоного козацтва захопили село і створили місцевий Ревком, але за кілька днів панічно втікали від флангового удару Дієвої армії УНР.
1928 року в селі діяв гурток «Сельроб-лівиці».
У 1939 році в селі проживало 1340 мешканців (1320 українців і 20 латинників).
За часів Радянського союзу на території села центральна садиба колгоспу ім. Димитрова. Виробничий напрям — рільництво й тваринництво. Землі артілі мали 1142 га.
В селі була восьмирічна школа, клуб, бібліотека, амбулаторія, сільмаг, філія зв'язку, ощадна каса. За післявоєнні роки тут зведено 220 житлових будинків.
До 2020 року роль місцевої адміністрації виконувала Сарниківська сільська рада.

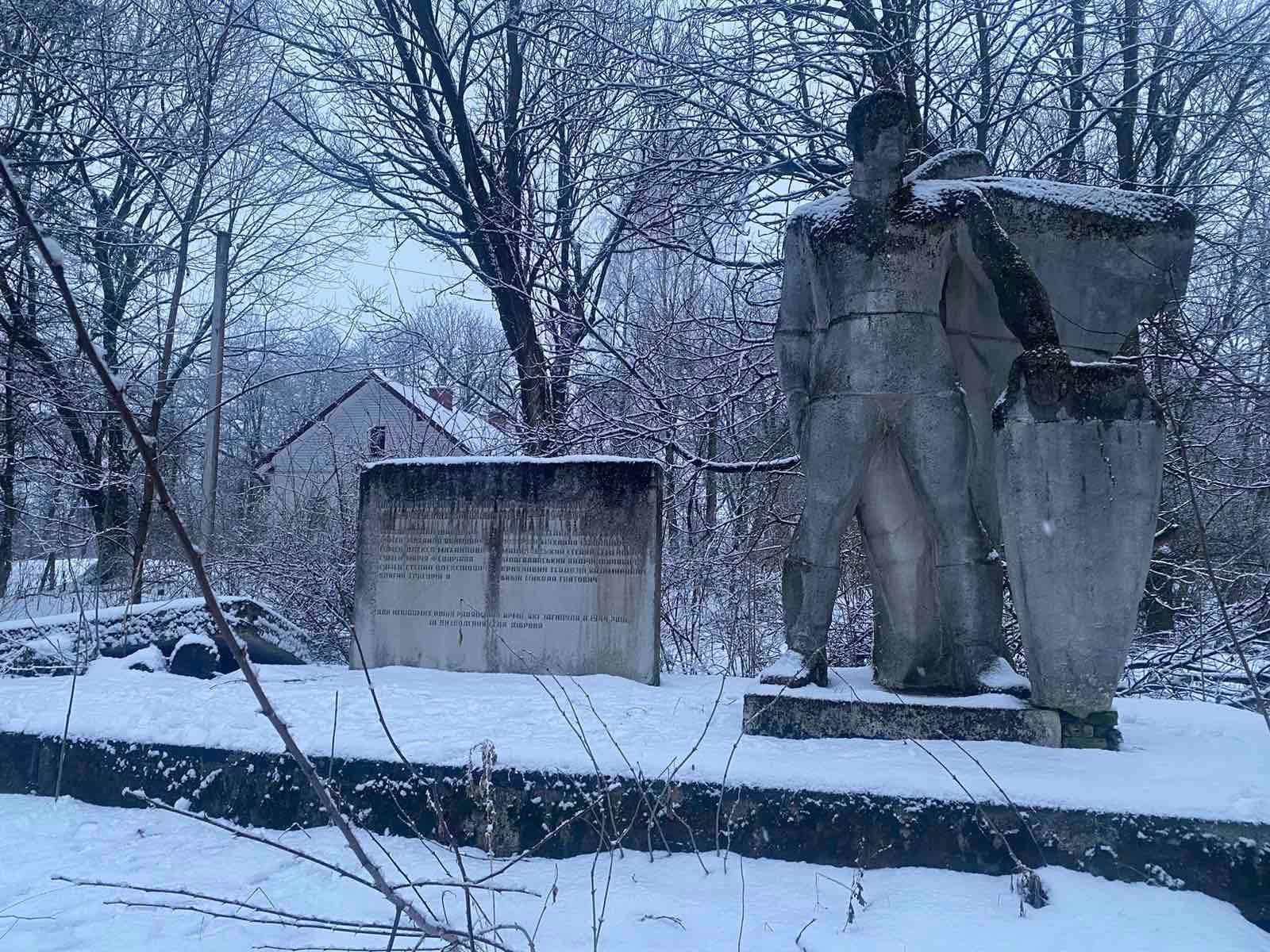
Памʼятник односельцям, які загинули від рук українських буржуазних націоналістів

З 2020 року, в результаті адміністративно-територіальної реформи було ліквідовано Сарниківську сільську раду та Рогатинський район, а село увійшло до складу новоутвореної Бурштинської міської громади та новоутвореного Івано-Франківського району. Представництво місцевої адміністрації виконує староста Сарниківського старостинського округу Бурштинської міської ради.
23 січня 2024 року відбулися громадські слухання щодо "Завершення декомунізації та деколонізації на території Бурштинської міської територіальної громади", що проходили в с. Діброва та с. Сарники. В результаті слухань у с. Діброва одноголосно вирішено демонтувати "Памʼятник односельцям, які загинули від рук українських буржуазних націоналістів". На місці памʼятника встановити хрест та зробити благоустрій території.

## Культура
16 вересня 2012 року проведено День села Діброва з нагоди 525-річчя від першої письмової згадки, ініціатором якого був заслужений журналіст України, композитор, співак, уродженець цього села Богдан Кучер.
Екскурс в історію села провів письменник, заслужений журналіст України, також уродженець села Богдан Голод.

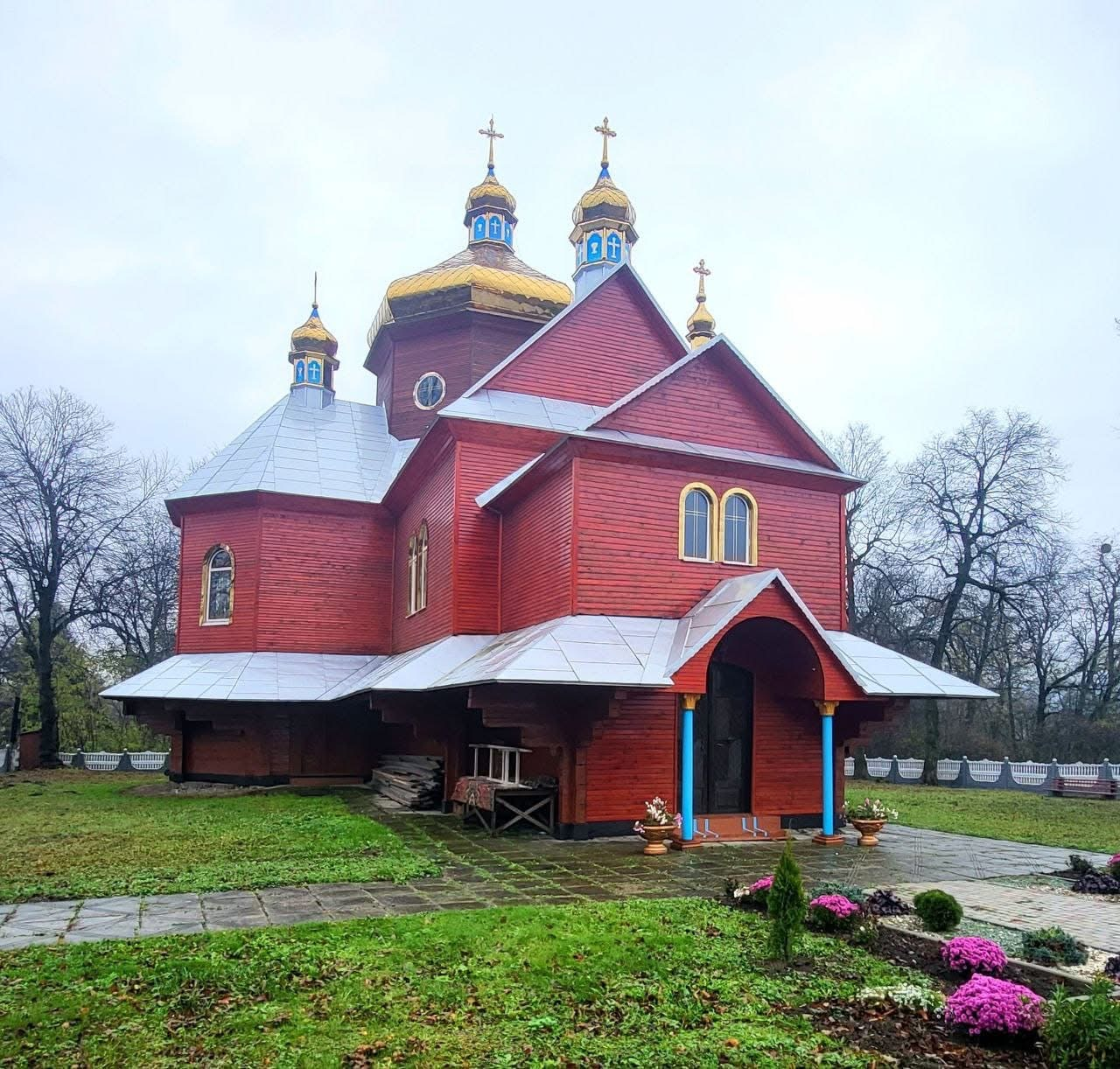
УГКЦ — церква святого Архистратига Михаїла

На Дні села виступили фольклорні колективи районного будинку культури, сіл Світанок, Верхня Липиця, Нижня Липиця, Сарники та Діброви.
У рамках святкування даної події відбувся концерт за участю народних та заслужених артистів України: Михайла Кривеня, Любов Качали, Ярослава Крайника [Архівовано 5 серпня 2014 у Wayback Machine.], Богдана Кучера [Архівовано 5 серпня 2014 у Wayback Machine.], Ірини Лончиної, Ірини Зінковської, Володимира Пушкара, Весни[недоступне посилання з липня 2019], гурту «Вишиванка» [Архівовано 6 червня 2014 у Wayback Machine.], Христини Кривцун, Христини Олексин, Оксани Романюк, Галини Симчин, ансамблю «Гуцулочки Карпат» [Архівовано 7 червня 2014 у Wayback Machine.] та інших.

## Населення
Населення села становило в 1880 р. — 1019 осіб, 
станом на 09.12.1931 р. — 1229 о., 
на 01.01.1970 р. — 944 о., 
на 05.12.2001 р. — 432 о., 
на 01.01.2009 р. — 344 о.. 
Густота населення становить 36,85 осіб на км².

## Діалект
Жителі села спілкуються наддністрянською говіркою, відомої ще як Опільський говір української мови.

## Релігія
В селі знаходяться дві церкви:
- УГКЦ — церква святого Архистратига Михаїла (дер.); 1895 р.[14][15], яка перебуває на обліку пам'яток архітектури Рогатинського району
- ПЦУ — церква Архистратига Михаїла, храмове свято — 21 листопада (о. Михайло Кудла)[16].

## Пам'ятник
В центрі села споруджено пам'ятник Невідомому солдату.

## Освіта, соціальна сфера
В селі є: Загальноосвітня школа I ступеня, у якій навчається 3 учні (директор — Курман М. І.).
Діють амбулаторія (завідувач — Сухарський М. С.), клуб (завідувач — Москаль О. С.).

## Економіка, торгівля
Є одна крамниця. На території села був зареєстрований Сільськогосподарський виробничий кооператив (СГВК) ім. Стефаника.

## Спорт
Є футбольне поле. Місцевий футбольний клуб «Діброва» бере участь в Другій Лізі Рогатинського району — Група «Схід» Сезон 2014 р. [Архівовано 4 березня 2016 у Wayback Machine.].

## Відомі люди
- Бойко Богдан Михайлович (2 червня 1937, с. Діброва, нині Рогатинський район, Івано-Франківської області — 26 липня 2000, с. Діброва) — український письменник, редактор журналу «Перевал», громадський і культурний діяч. Автор багатьох романів та повістей, лауреат кількох літературних премій: в 1998 році — Премія імені Василя Стефаника, а в 1999 році — Міжнародна премія імені Олеся Гончара та інших. 5 березня 2001 року заснована Обласна (в Івано-Франківській області) премія імені Богдана Бойка в галузі журналістики.[24]

- Масляк Володимир Іванович (14 вересня 1859, с. Сарники Середні (нині с. Діброва, Рогатинського району, Івано-Франківської області) — 15 липня 1924, Львів) — український письменник, поет, перекладач, публіцист, педагог, критик, журналіст. Писав польською та українською мовою. В 1897 р. в м. Краків виходить його збірка поезій «З чорного шляху», у 1896 р. сатирична повість «Кістяк Гольбайна». Він упорядкував збірник, присвячений І. Котляревському, «На великі роковини». Переклав ряд творів Віктора Гюго, Марії Конопніцької, Ф.Б.Міллера[ru] (автора вірша «Раз, два, три, чотири…» [Архівовано 30 червня 2016 у Wayback Machine.] (1851)), Петара Прерадовича, серба Любомира Ненадовича[en] (українською) та Юрія Федьковича, Левка Сапогівського (польською). Батько українського поета, перекладача Масляка Степана-Юрія.

- Кучер Богдан Михайлович (нар. 21 серпня 1957, с. Діброва, Рогатинський район, Івано-Франківської області) — український радіо тележурналіст, заслужений журналіст України, співак, автор і виконавець власних пісень. Закінчив факультет журналістики Львівського державного університету ім. І.Франка. Співав у популярному ансамблі «Ватра» разом з О. Білозір та І. Білозором. Займався у театральних колективах м. Львова та м. Овруча. З 1986 р. працює в Івано-Франківській ОДТРК[25]. Лауреат обласної премії імені Богдана Бойка в галузі журналістики. В особі Б. Кучера вдало поєднано здібності поета, співака і композитора. Пісні почав писати з ранньої юності. Пісенний доробок Богдана Кучера — це 120 творів, які співає і сам автор та багато з яких виконують більше 25-ти відомих українських артистів. Його пісні співають народні артисти України — В. Зінкевич, М. Кривень, І. Попович, І. Бобул, заслужені артисти України — С. Гіга, Я. Крайник [Архівовано 5 серпня 2014 у Wayback Machine.], М. Попелюк [Архівовано 5 серпня 2014 у Wayback Machine.], Л. Качала, дуети — «Писанка», «Лебеді кохання» [Архівовано 15 серпня 2014 у Wayback Machine.], «Скриня», «Ярослав-На»; гурти — «Соколи», «Дзвони», «Львівські музики» [Архівовано 18 травня 2014 у Wayback Machine.], а також О. Савчук та ін. Автор пісенника власних творів «У небесах моя любов». Нагороджений орденом Святого Георгія від Папи Римського Бенедикта XVI «за духовну силу та духовне утвердження людини в радіопередачах та піснях».

- Бандура Федір Пилипович — лицар Срібного хреста заслуги.

#### Загинули (померли) внаслідок російсько-української війни
- Вінтоняк Михайло (9 листопада 1993 - 4 грудня 2023, с. Північне, Бахмутський район, Донецька область) - мешканець села Діброви. Військвослужбовець 24-ї окремої механізованої бригади імені короля Данила Збройних Сил України. Загинув внаслідок вибуху при обороні України від російських окупантів.

## Зауваги
- для правильного адресування на поштовому відправленні необхідно зазначати поштовий індекс НП України з таблиці — Діброва • 77073[2]